# 호주머니 속의 손
《호주머니 속의 손》(이탈리아어: I pugni in tasca)은 이탈리아에서 제작된 마르코 벨로키오 감독의 1965년 드라마 영화이다. 루 카스텔 등이 주연으로 출연하였고 엔초 도리아 등이 제작에 참여하였다.

## 줄거리
아우구스토, 줄리아, 뇌전증을 앓는 알레산드로와 레오네 네 남매는 아버지를 여의고 눈이 먼 어머니와 함께 살고 있다. 정신적으로 불안정한 알레산드로와 줄리아는 근친 성향을 보인다.
줄리아는 집안의 유일한 수입원인 맏이 아우구스토와 약혼자 루치아의 결혼을 훼방 놓기 위해 루치아에게 아우구스토의 아이를 임신했다는 익명의 편지를 보내기도 한다.
알레산드로는 아우구스토를 집에서 해방시켜줄 유일한 방법은 자신을 포함한 나머지 가족구성원들 모두가 죽는 것 뿐이라고 결론 내린다.
알레산드로는 어머니를 벼랑에서 밀어 추락사 시키고, 레오네에겐 처방약을 과다 복용시킨 뒤 욕조에서 익사 시킨다. 충격을 받은 줄리아가 계단에서 굴러떨어져 대마비로 침대 생활을 하게 되자 알레산드로는 줄리아를 베개로 눌러 질식사 시키려다가 그만둔다.
줄리아의 방에서 발작을 일으킨 알레산드로는 줄리아가 지켜보는 가운데 사망한다.

## 출연

### 주연
- 루 카스텔 - 알레산드로 역
- 파올라 피타고라 - 줄리아 역

### 조연
- 마리노 마세 - 아우구스토 역
- 릴리아나 제라체 - 어머니 역
- 피에르 루이지 트로글리오 - 레오네 역
- 지니 맥닐 - 루치아 역
- 이레네 아녤리 - 브루나 역
- 첼레스티나 벨로키오
- 스테파니아 트로글리오
- 잔니 스키키